# Kanton Nouvion-sur-Meuse
Nouvion-sur-Meuse is een kanton van het Franse departement Ardennes en maakt deel uit van het arrondissement Charleville-Mézières. Het kanton werd op 22 maart 2015 gevormd uit de gemeenten van het toen opgeheven kantons Flize en Omont, en de gemeenten Évigny en Warnécourt van het eveneens opgeheven kanton Mézières-Centre-Ouest.

## Gemeenten
Het kanton Nouvion-sur-Meuse omvatte bij zijn vorming 35 gemeenten.
Op 1 januari 2019 werden de gemeenten Balaives-et-Butz, Boutancourt en Élan toegevoegd aan de gemeente Flize, die daardoor het statuut van commune nouvelle kreeg.
Sindsdien omvat het kanton volgende 32 gemeenten:
- Les Ayvelles
- Baâlons
- Boulzicourt
- Bouvellemont
- Chagny
- Chalandry-Elaire
- Champigneul-sur-Vence
- Dom-le-Mesnil
- Étrépigny
- Évigny
- Flize
- Guignicourt-sur-Vence
- Hannogne-Saint-Martin
- La Horgne
- Mazerny
- Mondigny
- Montigny-sur-Vence
- Nouvion-sur-Meuse
- Omicourt
- Omont
- Poix-Terron
- Saint-Marceau
- Saint-Pierre-sur-Vence
- Sapogne-et-Feuchères
- Singly
- Touligny
- Vendresse
- Villers-le-Tilleul
- Villers-sur-le-Mont
- Vrigne-Meuse
- Warnécourt
- Yvernaumont